# Nymphicus hollandicus

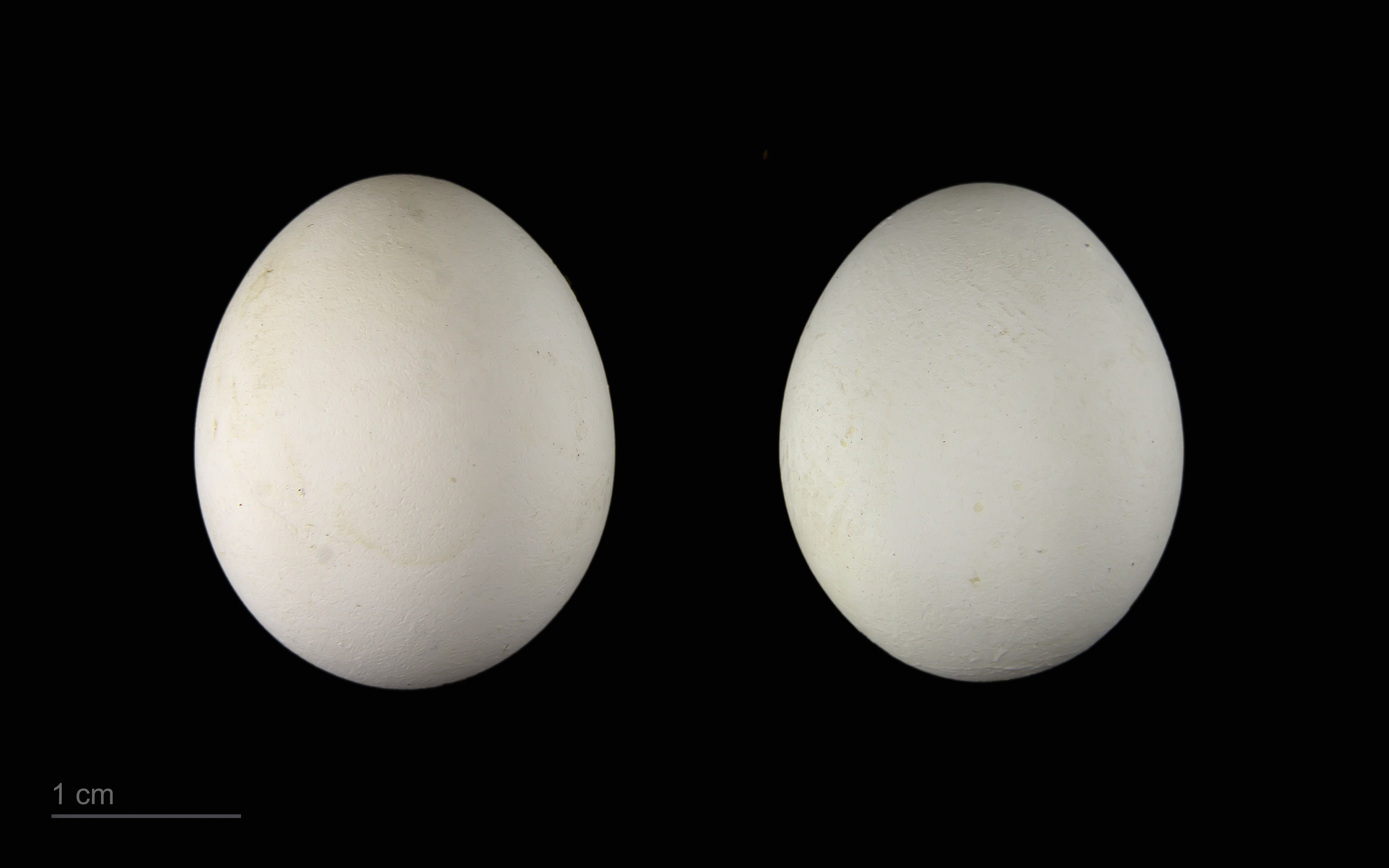
Nymphicus hollandicus

Nymphicus hollandicus (Vẹt xám Úc) là một loài chim trong họ Cacatuidae.
Đây là loài đặc hữu của Úc. Chúng là loài chim cảnh trong gia đình rất được ưa chuộng trên thế giới và là loài chim tương đối dễ nuôi. Khi được nuôi trong lồng, đây là loài chim nuôi xếp đứng thứ hai về độ phổ biến chỉ sau giống két uyên ương.

## Phân loại học và từ nguyên
Ban đầu được mô tả là Psittacus hollandicus bởi tác giả và nhà tự nhiên học người Scotland Robert Kerr vào năm 1793, Wagler đã chuyển loài vẹt mào (hay vẹt mào) sang chi riêng của nó là Nymphicus vào năm 1832. Tên chi của nó phản ánh trải nghiệm của một trong những nhóm người châu Âu đầu tiên nhìn thấy các loài chim trong môi trường sống bản địa của chúng; các du khách nghĩ rằng những con chim này rất đẹp nên họ đặt tên chúng theo các nữ thần trong thần thoại. Tên cụ thể hollandicus đề cập đến New Holland, là tên lịch sử của Úc.
Mối quan hệ sinh học của nó trong một thời gian dài là không chắc chắn. Hiện nay nó được phân loại là một phân họ đơn loài Nymphicinae, nhưng đôi khi được phân loại là phân họ vẹt đuôi rộng Platycercinae trong quá khứ. Câu hỏi này đã được giải quyết thông qua các nghiên cứu phân tử. Một nghiên cứu về isoenzyme protein vào năm 1984 cho thấy nó có quan hệ họ hàng gần với vẹt mào hơn so với các loài vẹt khác, và dữ liệu trình tự 12S rRNA của ty thể đã xếp nó vào phân họ Calyptorhynchinae (vẹt mào đen). Các đặc điểm hình thái độc đáo của vẹt đuôi dài (có nghĩa là vẹt đuôi dài) là kết quả của việc giảm kích thước cơ thể và do đó là sự thay đổi trong ổ sinh thái.
Mặt khác, phân tích trình tự của intron 7 của gen β-fibrinogen hạt nhân cho thấy rằng nó vẫn có thể đủ duy nhất để đảm bảo việc xác định Nymphicinae hơn là đưa chi này vào Calyptorhynchinae.
Vẹt mào hiện được phân loại về mặt sinh học là một thành viên thực sự của Cacatuidae vì nó có tất cả các đặc điểm sinh học của họ vẹt mào, cụ thể là mào cương cứng, túi mật, lông tơ, lớp mây che phủ (không bao gồm các cấu trúc màu xanh lam và xanh lá cây được hiển thị màu) và lông mặt bao phủ các cạnh của mỏ, tất cả đều hiếm gặp bên ngoài loài mèo. Mối quan hệ sinh học này với các loài vẹt mào khác được hỗ trợ bởi sự tồn tại của ít nhất một trường hợp được ghi lại về việc một con vẹt giao phối thành công với một loài vẹt mào khác, dạ tiệc.

## Sự miêu tả
Chiếc mào đặc biệt của vẹt mào thể hiện trạng thái cảm xúc của con vật. Mào thẳng đứng đáng kể khi vẹt đuôi dài giật mình hoặc phấn khích, xiên nhẹ ở trạng thái bình thường hoặc thư thái và dẹt gần đầu khi con vật tức giận hoặc phòng thủ. Mào cũng phẳng nhưng nhô ra phía sau khi vẹt đuôi dài cố tỏ ra quyến rũ hoặc tán tỉnh. Khi vẹt mệt mỏi, mào được nhìn thấy ở vị trí nửa chừng hướng lên trên, với đỉnh mào thường cong lên trên.[10] Trái ngược với hầu hết các loài vẹt mào, vẹt đuôi dài có lông đuôi dài chiếm khoảng một nửa tổng chiều dài của nó. Với chiều dài từ 30 đến 33 cm (12 đến 13 in), vẹt mào là loài vẹt mào nhỏ nhất trong số các loài vẹt mào thường lớn hơn trong khoảng từ 30 đến 60 cm (12 đến 24 in).
Bộ lông của vẹt mào "xám bình thường" hoặc "kiểu hoang dã" chủ yếu có màu xám với các vệt trắng nổi bật ở mép ngoài của mỗi cánh. Khuôn mặt của con đực có màu vàng hoặc trắng, trong khi khuôn mặt của con cái chủ yếu có màu xám hoặc xám nhạt, và cả hai giới đều có một vùng tròn màu cam trên cả hai tai, thường được gọi là "má cheddar". Màu cam này thường rực rỡ ở con đực trưởng thành và thường khá nhạt ở con cái. Thường có thể phân biệt giới tính bằng hình ảnh với biến thể của loài chim này.
Vẹt mào là loài chim tương đối kêu, tiếng kêu của con trống đa dạng hơn tiếng kêu của con mái. Vẹt mào có thể được dạy để hát những giai điệu cụ thể, đến mức một số vẹt đuôi dài đã được chứng minh là đồng bộ hóa giai điệu của chúng với các bài hát của con người, và nói được nhiều từ và cụm từ. Họ cũng đã học cách bắt chước một số âm thanh của con người hoặc môi trường mà không được dạy cách làm như vậy.

### lưỡng hình giới tính
Hầu hết gà con và gà con hoang dã trông giống cái và hầu như không thể phân biệt được từ khi nở cho đến khi chúng thay lông lần đầu tiên. Chúng có các sọc hoặc vạch ngang màu vàng trên bề mặt bụng của lông đuôi, các đốm màu vàng trên bề mặt bụng của các lông bay chính trên cánh, mào và mặt màu xám, và một mảng màu cam xỉn trên mỗi bên má của chúng. Tuy nhiên, một số đột biến hiện đại được liên kết với giới tính và gà trống và gà mái có thể dễ dàng phân biệt ngay khi chúng mọc lông.
Vẹt mào trưởng thành với màu sắc phổ biến (thân màu xám với đầu màu vàng) là lưỡng hình giới tính, mặc dù ở mức độ thấp hơn so với nhiều loài gia cầm khác. Điều này chỉ rõ ràng sau lần thay lông đầu tiên, thường xảy ra khoảng từ sáu đến chín tháng sau khi nở: con đực mất đi vạch trắng hoặc vàng và các đốm ở mặt dưới của lông đuôi và cánh. Những chiếc lông màu xám trên má và mào của nó được thay thế bằng những chiếc lông màu vàng tươi, trong khi mảng màu cam trên má trở nên sáng hơn và rõ ràng hơn. Khuôn mặt và mào của con cái thường sẽ có màu xám chủ yếu với tông màu hơi vàng và mảng má màu cam kém rực rỡ hơn. Ngoài ra, con cái thường giữ lại vạch ngang ở mặt dưới của lông đuôi.
Màu sắc ở vẹt đuôi dài có nguồn gốc từ hai sắc tố: melanin (cung cấp màu xám ở lông, mắt, mỏ và bàn chân) và psittacofulvins (cung cấp màu vàng trên mặt và đuôi và màu cam của mảng má). ). Màu xám của hắc tố sẽ lấn át màu vàng và cam của psittacofulvin khi cả hai đều có mặt.
Hàm lượng melanin giảm trên khuôn mặt của con đực khi chúng trưởng thành, cho phép các psittacofulvin màu vàng và cam hiện rõ hơn, trong khi hàm lượng melanin ở đuôi tăng lên khiến các sọc ngang màu vàng biến mất.
Ngoài những đặc điểm có thể nhìn thấy này, tiếng kêu của con đực trưởng thành thường to hơn và phức tạp hơn so với con cái. Nhưng giống như hầu hết mọi thứ, đây không phải là một quy tắc khó và nhanh.

### Đột biến màu
Trên toàn thế giới hiện có 22 đột biến màu sắc của vẹt mào được thiết lập trong nghề nuôi chim, trong đó có 8 đột biến chỉ có ở Úc. Các đột biến trong điều kiện nuôi nhốt đã xuất hiện với nhiều màu sắc khác nhau, một số khác hoàn toàn so với những đột biến được quan sát thấy trong tự nhiên. Vẹt mào hoang dã có màu xám với sự khác biệt rõ ràng giữa con đực và con cái. Vẹt xám đực thường có đầu màu vàng trong khi con cái có đầu màu xám. Con non có xu hướng trông giống con cái với mỏ màu hồng hơn. Đột biến pied xuất hiện lần đầu tiên ở California vào năm 1949. Đột biến này là một đốm màu trên một con chim có màu sắc khác. Ví dụ: điều này có thể xuất hiện dưới dạng một đốm xám trên một con vẹt đuôi dài màu vàng.
Màu lông Lutino được nhìn thấy lần đầu tiên vào năm 1958. Những con chim này không có màu xám như những đồng loại hoang dã của chúng và có màu từ trắng đến vàng nhạt. Đây là một màu phổ biến; do giao phối cận huyết, những con vẹt này thường có một mảng hói nhỏ sau mào. Đột biến màu quế, lần đầu tiên được nhìn thấy vào những năm 1950, có bề ngoài rất giống với màu xám; tuy nhiên, những con chim này có màu nâu hơn, ấm hơn. Pearling lần đầu tiên được nhìn thấy vào năm 1967. Đây được coi là một chiếc lông vũ có một màu với mép màu khác, chẳng hạn như những chiếc lông vũ màu xám với những đầu màu vàng. Hoa văn đặc biệt này có trên cánh hoặc lưng của một con chim. Đột biến màu bạch tạng là bệnh thiếu sắc tố. Những con chim này có màu trắng với đôi mắt đỏ. Vẹt mào hoang xuất hiện lần đầu tiên vào khoảng những năm 1970. Đột biến này cho thấy một con chim có màu quế với các phần màu vàng. Các đột biến khác bao gồm ngọc lục bảo/ô liu, bạc trội và lặn, và các đột biến chỉ có ở Úc: Úc hoang hóa, bạc màu (bạc bờ biển phía tây), bạc pha loãng/bạc nhạt (bạc bờ biển phía đông), bạc đốm (pha loãng có viền), bạch kim, tràn ngập (bạc Úc ô liu), và thiếc. Các đột biến khác, chẳng hạn như đột biến làm thay đổi khuôn mặt, bao gồm mặt trắng, mặt phấn, má vàng trội, má vàng liên kết giới tính, má vàng, mặt kem và má vàng Úc.
Đột biến màu sắc của vẹt mào thậm chí có thể trở nên phức tạp hơn vì một con chim có thể có nhiều đột biến màu sắc. Ví dụ, một con vẹt đuôi dài màu vàng có thể có đốm trắng như ngọc trai trên lưng và cánh. Đây là đột biến kép. Một ví dụ về đột biến bộ tứ sẽ là loài vẹt đuôi dài màu quế với màu mặt vàng với các dấu ngọc trai và đốm.

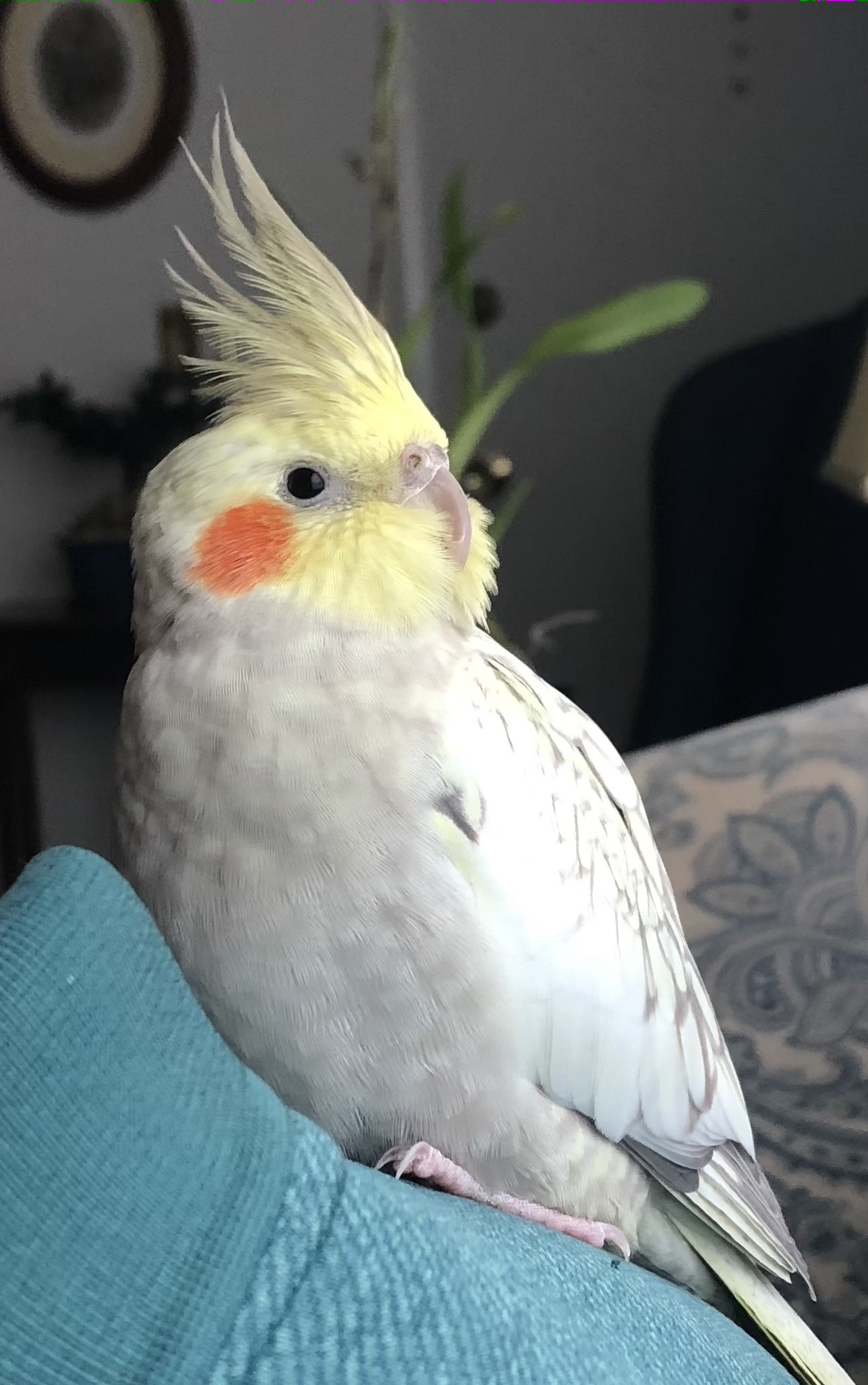
vẹt ngọc nữ
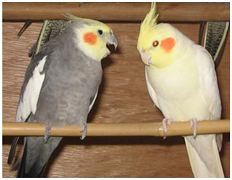
Hai con vẹt đực khác màu
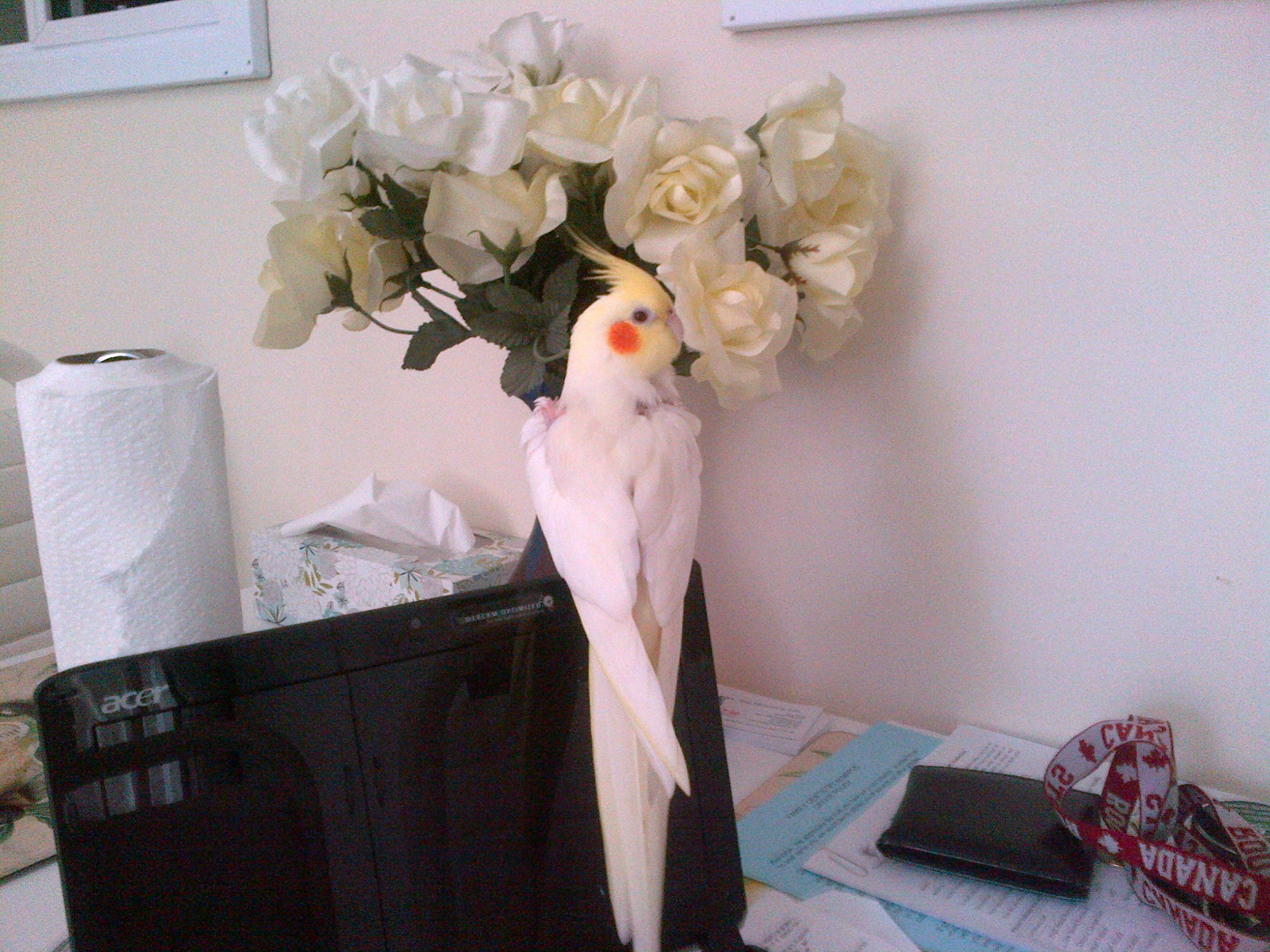
Vẹt mào lutino cái
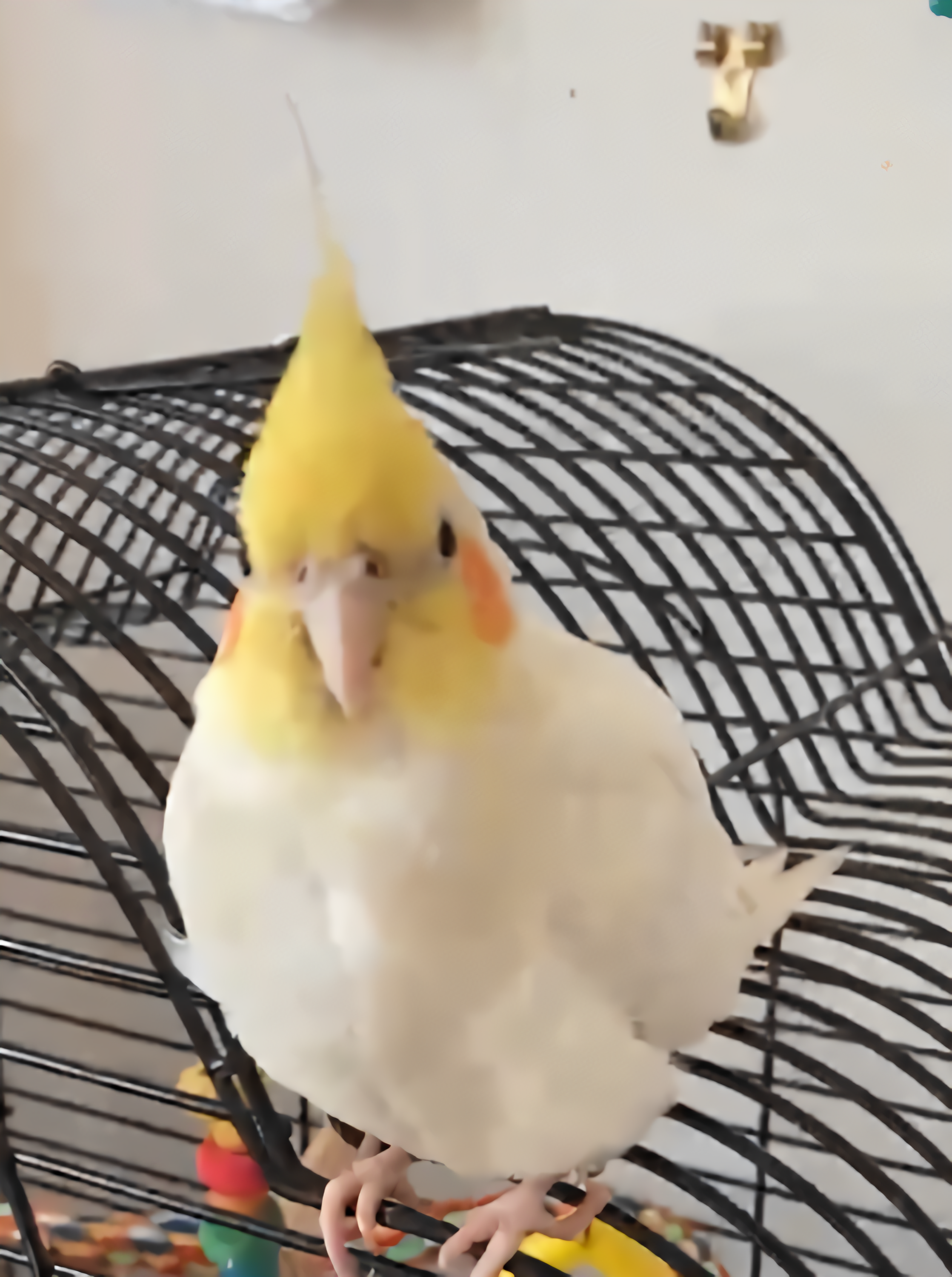
Vẹt mào lutino đực 1,5 tuổi

## Phân bố và sinh cảnh
Vẹt mào có nguồn gốc từ Úc, nơi chúng được tìm thấy chủ yếu ở vùng đất khô cằn hoặc bán khô hạn nhưng luôn gần nước. Phần lớn là sống du mục, loài này sẽ di chuyển đến nơi có thức ăn và nước uống. Chúng thường được nhìn thấy theo cặp hoặc đàn nhỏ.[4] Đôi khi, hàng trăm con sẽ vây quanh một vùng nước. Vẹt mào hoang dã thường ăn hạt, đặc biệt là cây keo, lúa mì, hướng dương và cao lương.[14] Trước sự thất vọng của nhiều nông dân, chúng thường ăn các loại cây trồng. Chúng vắng mặt ở các góc tây nam và đông nam màu mỡ nhất của đất nước, các sa mạc sâu nhất ở Tây Úc và Bán đảo Cape York. Chúng là loài vẹt đuôi dài duy nhất đôi khi có thể sinh sản vào cuối năm đầu tiên.

## chăn nuôi
Sinh sản được kích hoạt bởi lượng mưa theo mùa. Vẹt làm tổ trong các hốc cây gần nguồn nước ngọt, thường là trên cây bạch đàn. Con vẹt mái đẻ 4-7 quả trứng - mỗi ngày một quả, nó ấp trong 17–23 ngày. Vẹt con ra đời sau 5 tuần.

## Tuổi thọ

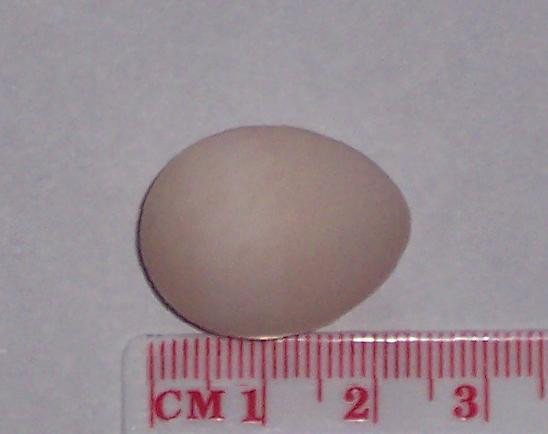
Nymphicus hollandicus eggs in real life

Tuổi thọ của vẹt đuôi dài trong điều kiện nuôi nhốt thường được cho là từ 16 đến 25 năm, mặc dù đôi khi nó được cho là ngắn nhất từ 10 đến 15 năm, và có báo cáo về những con vẹt đuôi dài sống tới 32 năm, mẫu vật lâu đời nhất được xác nhận là 36 tuổi.